# ألبيرتو ماركوس
ألبيرتو ماركوس ري (بالإسبانية: Alberto Marcos Rey) (مواليد 15 فبراير 1974 في كامارما دي إستيريلاس - إسبانيا) لاعب كرة قدم إسباني يلعب حاليا لصالح نادي الدرجة الأولى ريال بلد الوليد الإسباني منذ 1995 في مركز الظهير الأيسر .

## روابط خارجية
- ألبيرتو ماركوس على موقع قاعدة بيانات كرة القدم.إي يو (الإنجليزية)
- ألبيرتو ماركوس على موقع Soccerway.com (الإنجليزية)
- ألبيرتو ماركوس على موقع عالم كرة القدم.نت (الإنجليزية)
- ألبيرتو ماركوس على موقع كووورة